# Separados (telenovela)
[[Categoría:Series de televisión de Televisión Nacional de Chile
TV Chile]]
Separados es una telenovela chilena de género comedia producida y emitida por TVN durante el segundo semestre del año 2012. Protagonizada por Jorge Zabaleta, Álvaro Rudolphy, Fernando Larraín, Andrés Velasco y Rodrigo Muñoz.
La telenovela, cuya temática trata de los estereotipos de un grupo de amigos compuesto por cinco varones separados de sus parejas, marcó un hito en la televisión chilena por el tratamiento de una serie de temas tabúes para la conservadora sociedad de Chile. Por segunda vez en telenovelas, fue expuesto seriamente el tema del matrimonio igualitario y por primera vez la homoparentalidad, ambos temas en base de la contingencia nacional, respectivamente.

## Argumento
El día en que Pedro Armstrong (Jorge Zabaleta) cumple 40 años, Carolina (Luz Valdivieso), su insoportable mujer, lo atosiga y sofoca durante todo el día, pues como siempre ha organizado un fastuoso evento y espera que este resulte a la perfección. Sus hijos se muestran absolutamente indiferentes y su jefe, quien también es su suegro, lo abruma en el trabajo. En medio de la fiesta, Pedro descubre que un sentimiento extraño que sumado a los brujeos permanentes de Carolina y a sus descalificaciones lo hacen explotar y, cansado, simplemente se va. Aburrido de su ex, decide dejarla y renuncia a su exitoso, pero rutinario trabajo de publicista dispuesto a convertirse en un nuevo hombre. No se imagina que tendrá que soportar la furia y locura de Carolina, quien jamás pensó que él se atrevería a dejarla.
Sin plata y sin trabajo Pedro decide remodelar una vieja casa para compartirla únicamente con hombres separados. En este particular lugar convivirá una fauna representativa de especímenes masculinos: Jaime (Álvaro Rudolphy), un cirujano en aprietos, Emilio (Fernando Larraín), un cineasta fracasado, Antonio (Rodrigo Muñoz), un profesor prisionero de su dominante madre, y Mateo (Andrés Velasco), un tipo sensible y romántico en busca de su “príncipe azul”. Todos juntos planean vivir como quieren. Así en esta casa de separados no se admitirán a las “ex”. El fútbol y la PlayStation se transformarán en los compañeros más fieles, y los asados, las fiestas y las mujeres serán pan de cada día. Porque Emilio, un tipo encantador repleto de sueños pero un auténtico chanta; Antonio, un solterón mañoso y rezongón que acaba de cortar con el lazo materno; Mateo, el dueño de un bar poco ambicioso que sueña con encontrar al hombre perfecto y Jaime un cirujano plástico mujeriego y seductor que nunca imaginó que su abnegada señora lo abandonarían por infiel, esperan sobrevivir a la llamada crisis de la edad media donde esperan comenzar a vivir de otra forma, mucho más libres y sin ataduras. Así es como sueñan pasar el resto de sus días.
En medio de mujeres guapas, romances con jovencitas y en una fiesta permanente, estos hombres finalmente formarán un verdadero “Club de Toby” convirtiendo la vieja casa en un paraíso para hombres solteros. Sólo que las cosas se complicarán cuando empiecen a aparecer las ex, los hijos, las madres, las suegras, las nanas… Y, por cierto, comiencen aflorar las peculiares personalidades de cada uno de los que viven en la casa. Porque está claro que independiente de la buena convivencia y las buenas normas cada uno de ellos tiene sus mañas, se empecinarán en demostrar que son autosuficientes y que no necesitan a una pareja a su lado para poder subsistir y ser felices.

## Reparto
- Jorge Zabaleta como Pedro Armstrong.
- Álvaro Rudolphy como Jaime Mathews.
- Fernando Larraín como Emilio Marambio.
- Andrés Velasco como Mateo Fernández.
- Rodrigo Muñoz como Antonio García.
- Luz Valdivieso como Carolina Cavada.
- Sigrid Alegría como Verónica Infante.
- Alejandra Fosalba como Macarena Damilano.
- Daniela Ramírez como Amanda Valenzuela.
- Coca Guazzini como María Isabel Correa.
- Jaime Vadell como Álvaro Cavada.
- Francisca Gavilán como Rosario Aranda.
- Sebastián Goya como Andrés Beneyto.
- Valeska Díaz como Javiera Mathews.
- Ignacio Susperreguy como Pablo Marambio.
- Nicolás Vigneaux como Vicente Armstrong.
- Rosita Vial como Camila Armstrong.
- Margarita Sánchez como Teresita Marambio.

## Producción
La producción de Separados comenzó a mediados de 2012 tras finalizar la producción anterior Reserva de Familia. Durante agosto del 2012 se iniciaron las grabaciones en distintas locaciones de la ciudad con un elenco completamente armado. Daniela Ramírez fue incorporada a la telenovela como figura de reparto luego de participar en las producciones Esperanza y Los Archivos del Cardenal. Por otro lado esta telenovela marca el regreso de Sigrid Alegría tras dar a luz a su hijo Luciano,  y además es su reencuentro con Álvaro Rudolphy luego de protagonizar juntos exitosas telenovelas y su también reencuentro con Jorge Zabaleta. Con este último protagonizó un difícil episodio en el 2004 en los pasillos de Canal 13 siendo tema en la prensa rosa. Coca Guazzini es incorporada por primera vez en una telenovela nocturna luego de participar durante quince años en las telenovelas vespertinas del segundo semestre de TVN. Por otro lado Luz Valdivieso y Andrés Velasco vuelven al protagónico después de sus roles secundarios en Reserva de Familia.
La telenovela fue dirigida por Ítalo Galleani en conjunto con la directora general del área dramática María Eugenia Rencoret. La producción es escrita por la guionista Daniella Castagno con la colaboración de Rodrigo Bastidas, Elena Muñoz, Rodrigo Muñoz, Alejandro Bruna y Nelson Pedreros.
La campaña publicitaria es realizada por la gerencia de marketing de TVN y la agencia Lowe Porta, donde los cinco actores centrales, como Jorge Zabaleta, Álvaro Rudolphy, Fernando Larraín, Rodrigo Muñoz y Andrés Velasco enfrentan su soltería. La pieza publicitaria, dirigida por la cineasta Marialy Rivas y producida por Fábula, revela la faceta de estos cinco separados y la nueva vida que llevan liberados de sus matrimonios y responsabilidades varias. El spot publicitario hace una referencia en la película The Hangover con la canción Why Can't We Be Friends de Smash Mouth.
El lanzamiento oficial fue la noche del martes 2 de octubre en el centro de eventos Casa Montt de Ñuñoa. En esa ocasión estuvo presente el elenco completo de la serie, además de las autoridades de la cadena televisiva TVN, liderado por su director Mauro Valdés Raczynski y también la prensa rosa. La presentación de la serie estuvo a cargo de los conductores Julián Elfenbein y Karen Doggenweiler.

## Audiencia
La teleserie fue estrenada el lunes 22 de octubre del 2012 a las 23.00 por la cadena TVN. Con una sintonía de 26,9 puntos de índice de audiencia de acuerdo a Time Ibope, siendo el primer programa más visto de ese día y liderando el horario prime.

## Banda sonora
| Intérprete         | Tema                         | Personaje(s)                          | Actor(es)                                                                         |
| ------------------ | ---------------------------- | ------------------------------------- | --------------------------------------------------------------------------------- |
| Smash Mouth        | Why can't we be friends?     | Tema principal                        | =                                                                                 |
| R.E.M.             | Everybody hurts              | Pedro y Carola                        | Jorge Zabaleta y Luz Valdivieso                                                   |
| Spice Girls        | Wannabe                      | Carola, Verónica y Macarena           | Luz Valdivieso, Sigrid Alegría y Alejandra Fosalba                                |
| Natalie Imbruglia  | Torn                         | Amanda y Pedro                        | Daniela Ramírez y Jorge Zabaleta                                                  |
| One Direction      | What Makes You Beautiful     | Pablo y Javiera                       | Ignacio Susperreguy y Valeska Díaz                                                |
| Annie Lennox       | No more I love you's         | Mateo y Andrés / Mateo e Ignacio      | Andrés Velasco y Sebastián Goya / Andrés Velasco y Sebastián Layseca              |
| No Mercy           | Where do you go              | Mateo y Andrés / Mateo e Ignacio      | Andrés Velasco y Sebastián Goya / Andrés Velasco y Sebastián Layseca              |
| Blackout All-Stars | I Like It Like That          | Jaime                                 | Álvaro Rudolphy                                                                   |
| Right Said Fred    | I'm Too Sexy                 | Jaime                                 | Álvaro Rudolphy                                                                   |
| Lou Bega           | Mambo N.º 5                  | Emilio                                | Fernando Larraín                                                                  |
| Blondie            | The Tide Is High             | Antonio                               | Rodrigo Muñoz                                                                     |
| The Verve          | Better sweet symphony        | Andrés                                | Sebastián Goya                                                                    |
| Air Supply         | Lonely is the Night          | Emilio y Macarena                     | Fernando Larraín y Alejandra Fosalba                                              |
| Foreigner          | I Want to Know What Love Is  | Jaime y Verónica                      | Álvaro Rudolphy y Sigrid Alegría                                                  |
| Aerosmith          | Crazy                        | Carola y Matías                       | Luz Valdivieso y Juan Pablo Bastidas                                              |
| Bryan Adams        | Heaven                       | Jaime y Loreto                        | Álvaro Rudolphy y Catalina Zahri                                                  |
| Goo Goo Dolls      | Iris                         | Amanda y Martín                       | Daniela Ramírez y Nicolás Oyarzún                                                 |
| Santana            | Smooth                       | Verónica                              | Sigrid Alegría                                                                    |
| Spin Doctors       | Two princes                  | Pedro, Jaime, Emilio, Antonio y Mateo | Jorge Zabaleta, Álvaro Rudolphy, Fernando Larraín, Rodrigo Muñoz y Andrés Velasco |
| Blur               | Song 2                       | Ocasiones                             | =                                                                                 |
| C+C Music Factory  | Gonna Make You Sweat         | Ocasiones                             | =                                                                                 |
| Michael Jackson    | Black Or White               | Ocasiones                             | =                                                                                 |
| David Bowie        | Let's Dance                  | Ocasiones                             | =                                                                                 |
| Blondie            | The Tide is High             | Ocasiones                             | =                                                                                 |
| Chumbawamba        | Tubthumping                  | Ocasiones                             | =                                                                                 |
| Britney Spears     | Baby One More Time           | Ocasiones                             | =                                                                                 |
| Vengaboys          | We Like The Party!           | Ocasiones                             | =                                                                                 |
| Third Eye Blind    | Semi Charmed Life            | Ocasiones                             | =                                                                                 |
| London Beat        | I've Been Thinking About You | Ocasiones                             | =                                                                                 |
| Alanis Morissette  | You Learm                    | Ocasiones                             | =                                                                                 |
| Technotronic       | Pump Up The Jam              | Ocasiones                             | =                                                                                 |

## Emisión internacional
- Ecuador: Telerama.